# Planchonella grandifolia
Planchonella grandifolia là một loài thực vật có hoa trong họ Hồng xiêm. Loài này được (Wall.) Pierre miêu tả khoa học đầu tiên năm 1890.